# Formula Tasman 1973
La stagione 1973 della Formula Tasman  fu la decima della serie. Iniziò il  6 gennaio è terminò il  25 febbraio, dopo 8 gare. La serie fu vinta dal pilota neozelandese Graham McRae su una McRae GM1 Chevrolet.

## La pre-stagione

### Calendario
Le gare valide per il campionato restano otto. 
| Gara | Nome                            | Circuito                       | Giri | Lunghezza          | Data        |
| ---- | ------------------------------- | ------------------------------ | ---- | ------------------ | ----------- |
| 1    | Gran Premio della Nuova Zelanda | Circuito di Pukekohe           | 58   | 58x2,186=163,33 km | 6 gennaio   |
| 2    | Levin International             | Circuito di Levin              | 63   | 63x1,92=120,69 km  | 13 gennaio  |
| 3    | Lady Wigram Trophy              | Circuito di Wigram             | 47   | 47x3,43=161,1 km   | 20 gennaio  |
| 4    | Teretonga International         | Circuito di Teretonga Park     | 62   | 62x2,575=159,65 km | 28 gennaio  |
| 5    | Surfers Paradise 100            | Circuito di Surfers Paradise   | 50   | 50x3,21=160,5 km   | 4 febbraio  |
| 6    | Chesterfield 100                | Circuito di Warwick Farm       | 45   | 45x3,62=162,9 km   | 11 febbraio |
| 7    | Sandown Park 100                | Circuito di Sandown            | 52   | 52x3,1=161,2 km    | 18 febbraio |
| 8    | Adelaide 100                    | Adelaide International Raceway | 71   | 71x2,41=171,11 km  | 25 febbraio |

- Con sfondo scuro le gare corse in Australia, con sfondo chiaro quelle corse in Nuova Zelanda.

## Risultati e classifiche

### Gare
| Gara | Circuito         | Tempo     | Velocità    | Pole Position  | GPV            | Vincitore      | Vettura             |
| ---- | ---------------- | --------- | ----------- | -------------- | -------------- | -------------- | ------------------- |
| 1    | Pukekohe         | 1h07'41"8 | 144,70 km/h | Frank Matich   | Graham McRae   | John McCormack | Elfin-Repco Holden  |
| 2    | Levin            | 47'9"1    | 153,57 km/h | Graham McRae   | Graham McRae   | Graham McRae   | McRae-Chevrolet     |
| 3    | Wigram           | 52'33"8   | 183,92 km/h | Graham McRae   | Warwick Brown  | Graham McRae   | McRae-Chevrolet     |
| 4    | Teretonga        | 1h02'43"7 | 152,72 km/h | Graham McRae   | Max Stewart    | Alan Rollinson | McRae-Chevrolet     |
| 5    | Surfers Paradise | 58'19"9   | 165,12 km/h | Frank Matich   | Frank Matich   | Frank Matich   | Matich-Repco Holden |
| 6    | Warwick Farm     | 1h14'35"0 | 134,04 km/h | Steve Thompson | Steve Thompson | Steve Thompson | Chevron-Chevrolet   |
| 7    | Sandown          | 55'32"3   | 174,15 km/h | Frank Matich   | Frank Matich   | Graham McRae   | McRae-Chevrolet     |
| 8    | Adelaide         | 1h01'06"9 | 168,02 km/h |                |                | John McCormack | Elfin-Repco Holden  |

### Classifica piloti
Al vincitore vanno 9 punti, 6 al secondo, 4 al terzo, 3 al quarto, 2 al quinto e 1 al sesto. Non vi sono scarti.
| Punti | 9 | 6 | 4 | 3 | 2 | 1 |

| Pos | Pilota            | NZL | LEV | LWT | TER | SUR | CHE | SAN | ADE | Pts |
| --- | ----------------- | --- | --- | --- | --- | --- | --- | --- | --- | --- |
| 1   | Graham McRae      | 4   | 1   | 1   | 10  | 2   | 3   | 1   | Rit | 40  |
| 2   | John McCormack    | 1   | Rit | Rit | 4   | 6   | 6   | 2   | 1   | 29  |
| 3   | Frank Matich      | NC  | 2   | 4   | Rit | 1   | 2   | 4   | Rit | 27  |
| 4   | Steve Thompson    | 3   | Rit | 3   | 6   | Rit | 1   | 7   | 3   | 22  |
| 5   | Alan Rollinson    | 2   | Rit | Rit | 1   | Rit | Rit | Rit | 2   | 21  |
| 6   | Max Stewart       | Rit | Rit | Rit | 3   | 3   | 5   | 3   | 4   | 17  |
| 7   | Warwick Brown     | Rit | 3   | 2   | 7   | NP  |     |     |     | 10  |
| 8   | Sam Posey         | Rit | Rit | Rit | 2   | 5   | 7   | 6   | Rit | 9   |
| 9   | Johnnie Walker    |     |     |     |     | 4   | 4   | 5   | Rit | 8   |
| 10  | David Oxton       | Rit | 5   | 5   | 9   |     |     |     |     | 4   |
| 11  | Kevin Bartlett    | Rit | 4   | 7   | 8   | 10  | 8   | Rit | 9   | 3   |
| 12  | Noritake Takahara | 7   | 9   | 10  | 5   | 8   |     |     |     | 2   |
| =   | Garry Pedersen    | 5   | 12  |     | 12  |     |     |     |     | 2   |
| =   | Bob Muir          |     |     |     |     |     |     | Rit | 5   | 2   |
| =   | Dexter Dunlop     | Rit | 6   | 6   | 11  | 9   | 11  | 9   | Rit | 2   |
| 16  | Ken Smith         | 6   | 7   | NA  | NA  |     |     |     |     | 1   |
| =   | Garrie Cooper     |     |     |     |     | Rit | NA  | Rit | 6   | 1   |
| 18  | Graeme Lawrence   |     |     |     |     | 7   | 9   | 8   | 8   | 0   |
| 19  | Stan Keen         |     |     |     |     |     |     | Rit | 7   | 0   |
| 20  | Frank Radisich    | NP  | 8   | 8   | Rit |     |     |     |     | 0   |
| 21  | David McConnell   | 8   | NP  | NP  | NA  |     |     |     |     | 0   |
| 22  | Neil Doyle        | NA  | NA  | 9   | NA  |     |     |     |     | 0   |
| 23  | Evan Noyes        | Rit | 10  | Rit | NP  |     |     |     |     | 0   |
| =   | Tony Stewart      |     |     |     |     |     | 10  |     | Rit | 0   |
| 25  | Kelvin Cameron    | Rit | 11  | NP  | NA  |     |     |     |     | 0   |
| =   | Doug Heney        |     |     | 11  |     |     |     |     |     | 0   |
| 27  | Errol Richardson  |     |     |     |     |     | 12  |     |     | 0   |
|     | Baron Robertson   | Rit | NP  | NP  | NA  |     |     |     |     | -   |
|     | Gary Campbell     |     |     |     |     | Rit | NP  |     |     | -   |
|     | Bob Muir          |     |     |     |     |     |     | Rit |     | -   |
|     | Johnny Walker     |     |     |     |     |     |     |     | Rit | -   |
| Pos | Pilota            | NZL | LEV | LWT | TER | SUR | CHE | SAN | ADE | Pts |

| Colore  | Risultati                                                         |
| ------- | ----------------------------------------------------------------- |
| Oro     | Vincitore                                                         |
| Argento | 2º posto                                                          |
| Bronzo  | 3º posto                                                          |
| Verde   | Finita, a punti                                                   |
| Blu     | Finita, senza punti Finita, non classificato (NC)                 |
| Viola   | Non finita (Rit)                                                  |
| Rosso   | Non qualificato (NQ) Non pre-qualificato (NPQ)                    |
| Nero    | Squalificato (SQ)                                                 |
| Bianco  | Non partito (NP)                                                  |
| Celeste | Disputa solo le prove (SP)                                        |
| Celeste | Iscritto alle prove libere - Terzo pilota (TP) - dal 2003 al 2006 |
| Vuoto   | Non prende parte alle prove (NPR)                                 |
| Vuoto   | Iscritto ma non presente, non arrivato (NA)                       |
| Vuoto   | Ritirato prima dell'evento (WD)                                   |
| Vuoto   | Infortunato (INF)                                                 |
| Vuoto   | Escluso (ES)                                                      |
| Vuoto   | Gara cancellata (C)                                               |